# Irgendwie und Sowieso
Irgendwie und Sowieso ist eine Fernsehserie von Franz Xaver Bogner.
Die Erstausstrahlung der von der Tellux-Film GmbH produzierten Serie erfolgte 1986 im Bayerischen Fernsehen in zwölf Folgen mit jeweils 50 Minuten.
Bogner gelang mit seiner Mischung aus Lokalkolorit und liebevoll-nostalgischer Darstellung der Hippiezeit ein Publikumserfolg, der bis heute in Bayern mit Mottopartys in Anlehnung an den Serientitel gefeiert wird. Mit seiner Darstellung des naiven, aber liebenswerten Sir Quickly erlangte Ottfried Fischer landesweite Bekanntheit. Weitere Hauptdarsteller waren Elmar Wepper, Robert Giggenbach, Olivia Pascal und Toni Berger. Die Titelmusik der Serie stammt von Haindling.

## Inhalt
Die Hauptfigur der Serie Irgendwie und Sowieso ist der Jungbauer Alfons Kerschbaumer, der wegen seiner NSU Quickly oft nur „Sir“ bzw. „Sir Quickly“ genannt wird. Nach einem Streit mit seinem Vater verlässt der schüchterne und musikbegeisterte Alfons den Hof der Familie und beginnt eine einjährige „Wanderschaft“. Auf seinem Weg wird er von seinen guten Freunden Sepp, Effendi, Christl und Binser begleitet. Diese haben schon in den letzten fünf Jahren gemeinsam allerhand erlebt, doch nun stehen sie alle vor großen Veränderungen in ihrem Leben. Alfons wird – vor allem nachdem er in München die exzentrische „Gräfin“ kennengelernt hat – immer selbstbewusster, am Ende kehrt er nach einem Jahr auf den Kerschbaumerhof zurück und zeigt seinem Vater, wer nun der Herr im Hause ist.
Die Serie spielt 1968 bis 1969 in der fiktiven Gemeinde Zell im Landkreis Ebersberg und nimmt auf ihre Weise Bezug auf die 68er-Bewegung, die Nachkriegszeit mit dem Leben in der  Amerikanischen Besatzungszone sowie die Aufbruchsstimmung der Zeit. Ständiger Begleiter dabei ist die Musik der Zeit, die durch Sir Quickly nicht nur als Untermalung dient.

## Episodenliste
| Nr. | Originaltitel              | Erstausstrahlung D |
| --- | -------------------------- | ------------------ |
| 1   | Ringo                      | 9. Okt. 1986       |
| 2   | Eine lange Nacht           | 16. Okt. 1986      |
| 3   | Sir Quickly und die Frauen | 23. Okt. 1986      |
| 4   | Eiskalt und knallhart      | 30. Okt. 1986      |
| 5   | Liebe                      | 6. Nov. 1986       |
| 6   | Nur keine Panik            | 13. Nov. 1986      |
| 7   | Rallye                     | 20. Nov. 1986      |
| 8   | Manhattan                  | 27. Nov. 1986      |
| 9   | Indien und Umgebung        | 4. Dez. 1986       |
| 10  | Eine von uns               | 11. Dez. 1986      |
| 11  | Auf und auf – bergab       | 18. Dez. 1986      |
| 12  | Miteinander – auseinander  | 23. Dez. 1986      |

## Darsteller
| Rolle                                              | Darsteller         |
| Hauptdarsteller                                    | Hauptdarsteller    |
| -------------------------------------------------- | ------------------ |
| Alfons Kerschbaumer („Sir Quickly“, der „Sowieso“) | Ottfried Fischer   |
| Josef „Sepp“ Gruber                                | Elmar Wepper       |
| Gerhard Tauber („Effendi“, der „Irgendwie“)        | Robert Giggenbach  |
| Christine „Christl“ Burger                         | Olivia Pascal      |
| Martin Binser                                      | Toni Berger        |
| Nebendarsteller                                    |                    |
| Berthold „Berti“ Binser                            | Georg Maier        |
| Manfred „Tango Fredy“ Zeilinger                    | Bruno Jonas        |
| Kerschbaumer; Alfons’ Vater                        | Karl Merkatz       |
| Kerschbaumerin; Alfons’ Mutter                     | Enzi Fuchs         |
| Alfons’ Opa                                        | Martin Flörchinger |
| Hanna Gschwendtner                                 | Kathi Leitner      |
| Burger; Fuhrunternehmer und Christls Vater         | Siegfried Rauch    |
| Dr. Elisabeth/Edith Hardt                          | Louise Martini     |
| Marlene Weininger                                  | Michaela May       |
| Erich Hinteregger                                  | Udo Thomer         |
| „Gräfin“                                           | Barbara Rudnik     |
| „Charly“                                           | Hannelore Elsner   |

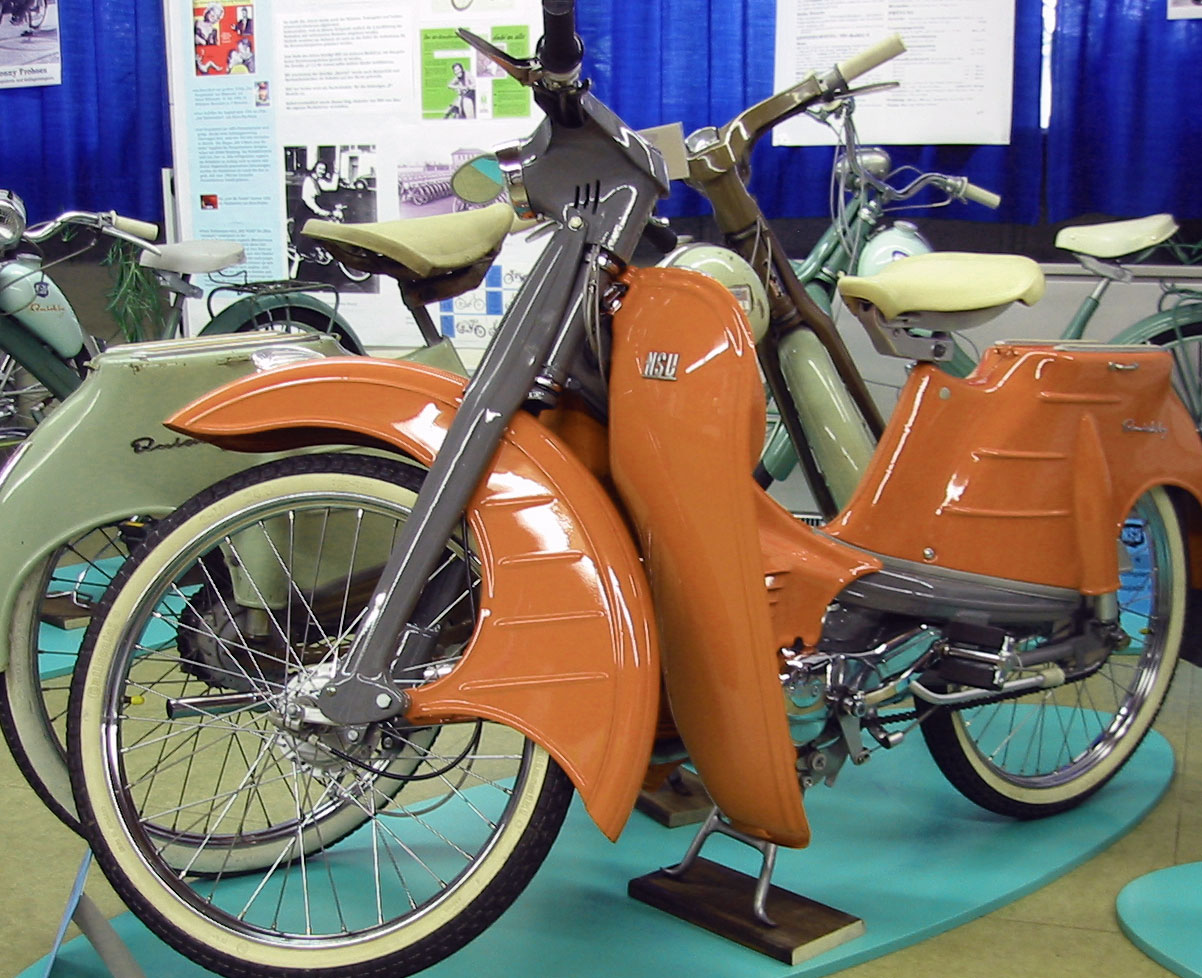
Eine NSU Quickly L, Namensgeberin für den Helden der Serie – Sir Quickly

Für die Episodendarsteller siehe Episodenliste.

## Drehorte der Serie
Obwohl Irgendwie und Sowieso im Landkreis Ebersberg spielt, wurden dort nur sehr wenige Aufnahmen gedreht.
Die zwei Bauernhöfe befinden sich im Landkreis Erding zwischen Grüntegernbach und Wasentegernbach und sind – wie in der Serie zu sehen – nur wenige hundert Meter voneinander entfernt. Die von Sir und Tango in Eine von uns angebrachte Bemalung des Stalls ist dort noch erhalten, allerdings in einem schlechten Zustand. Damals wurde eigens ein Künstler aus England engagiert, um den Stall mit psychedelischen Motiven der Beatles-Ära zu bemalen. In Vilsbiburg wurden die Aufnahmen am Busunternehmen Burger gedreht. Das Gebäude wurde zwischenzeitlich durch einen Neubau ersetzt. Sepps Werkstatt stand an der Wasserburger Straße in Albaching, wurde inzwischen aber abgerissen. Die Aufnahmen von Martin Binsers Holzfabrik wurden in Bad Tölz gedreht. Als Kulisse diente die „Moralt Tischlerplatten GmbH & Co. KG“ an der Lenggrieser Straße, die im August 2010 Insolvenz anmeldete. Teile der Fabrik – darunter das Gebäude mit der markanten Durchfahrt – stehen unter Denkmalschutz und sind in die Liste der Baudenkmäler in Bad Tölz eingetragen. Das für die Außenaufnahmen von Martin Binsers Wohnhaus genutzte Gebäude befand sich am südöstlichen Ende des Areals, der Abriss wurde in den Dreharbeiten zur letzten Folge festgehalten.
Das Ochsenrennen, das Sir Quickly in der ersten Folge mit seinem Ochsen Ringo gewinnt, wurde tatsächlich als Veranstaltung vom Burschenverein Velden im niederbayerischen Velden abgehalten, um viele Komparsen für die Dreharbeiten zur Verfügung zu haben. Auf dem Volksfest in Velden fand auch die Preisverleihung statt und die Kirche St. Peter diente als Kulisse für die Kirchturmszenen in Eine lange Nacht sowie den Weihnachtsgottesdienst in Eine von uns. Die Szenen mit Sepp und Effendi beim Tonbandholen wurden in Isen (Kreuzungsszene), zwischen Isen und Buch am Buchrain (Mähdrescher) und in Neufinsing (Biergarten) erstellt. Der Geburtstag vom Sir wurde im Klement-Saal in Isen gefilmt. Die Szene, in der die Christl auf die beiden Lastwagenfahrer (Remigius und Der Dunkle) trifft, wurde an einem der Sperrwerke des Abfanggrabens zwischen Aschheim und Kirchheim bei München gedreht. In Dorfen fanden Aufnahmen am Bahnhof, an der Obermühle und an dem Bahnübergang bei Mösl statt. Der Nachtclub Lido ist das jetzige Café LiBella in Altenmarkt. Der Weßlinger See diente als Kulisse für die Ruderboot-Szene mit Christl und dem Sir, wie auch für die Szene, als beide (am Ufer des Gardasees) im Auto sitzend beschließen, einen kleineren See zu suchen. Als Drehort für die große Hippie-Party wurde das inzwischen abgerissene alte Moosacher Gaswerk in der Dachauer Straße ausgewählt. Die Szene, in der Sepp im Gartenzaun hängen bleibt, als er versucht darüber zu klettern, weil Charly ihn überfahren will, wurde in München in der Ubostraße (Ortsteil Aubing) gedreht. Die Szenen, in denen Sepp und Tango amerikanisches Roulette spielen, das heißt bei Nacht ohne Licht mit dem Auto über eine Kreuzung fahren, fanden in Forstinning im Ortsteil Schwaberwegen statt.

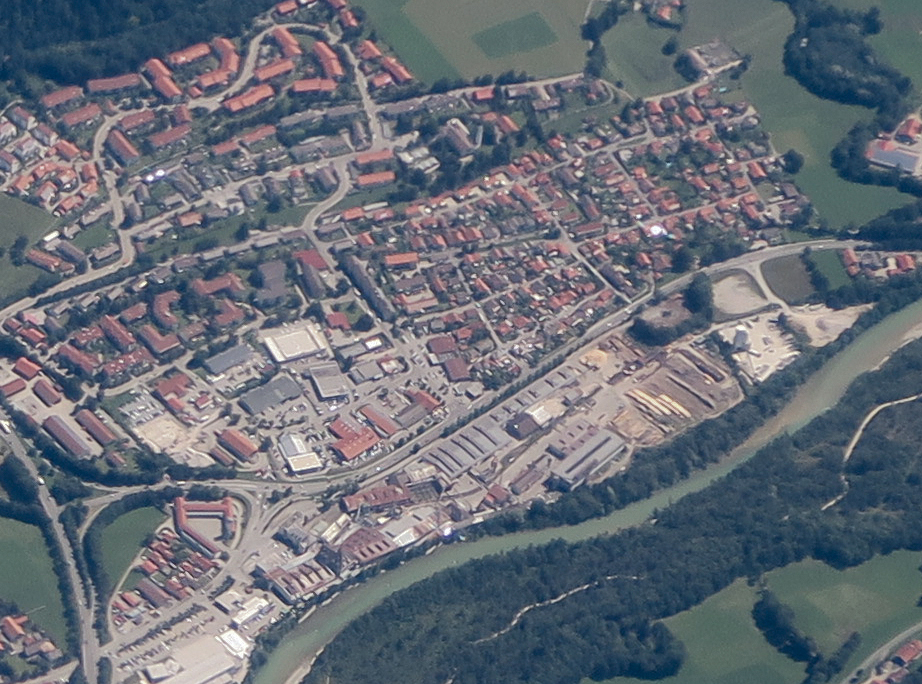
Martin Binsers Holzfabrik (Moralt GmbH & Co. KG, Bad Tölz)
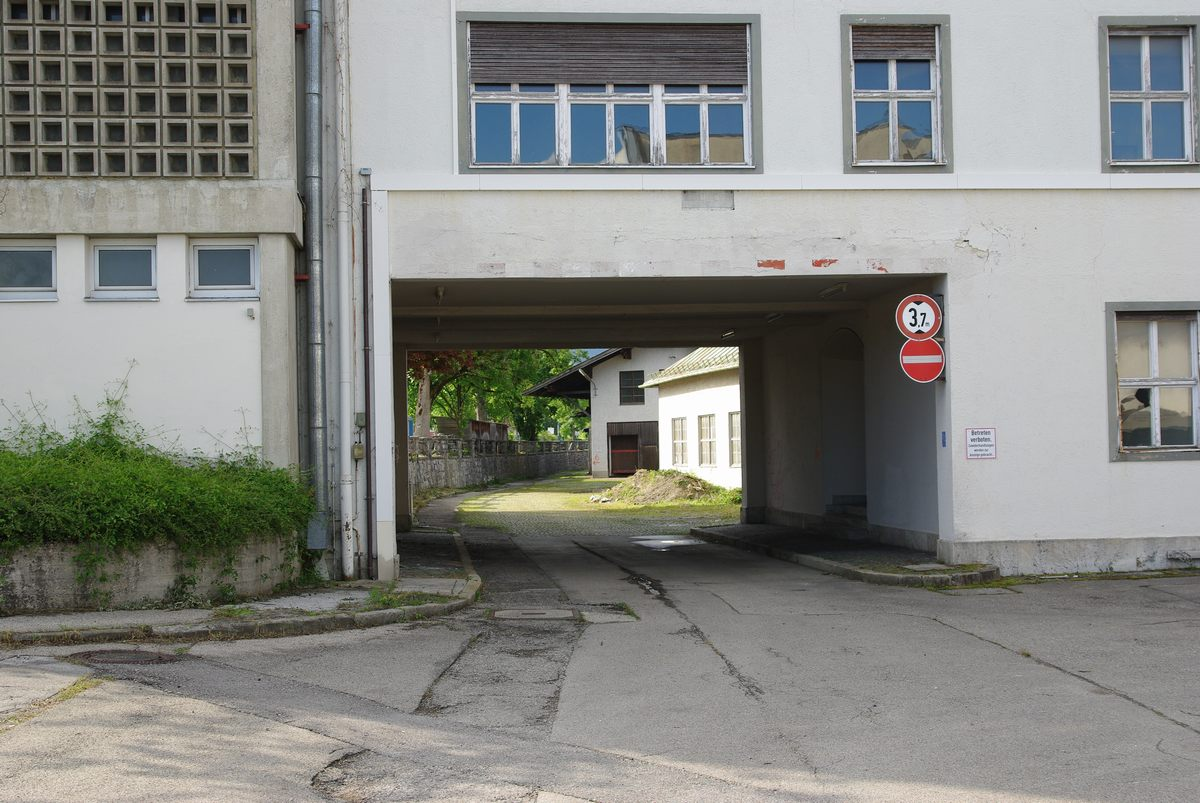
Zufahrt „Martin Binser – Holzfabrik“
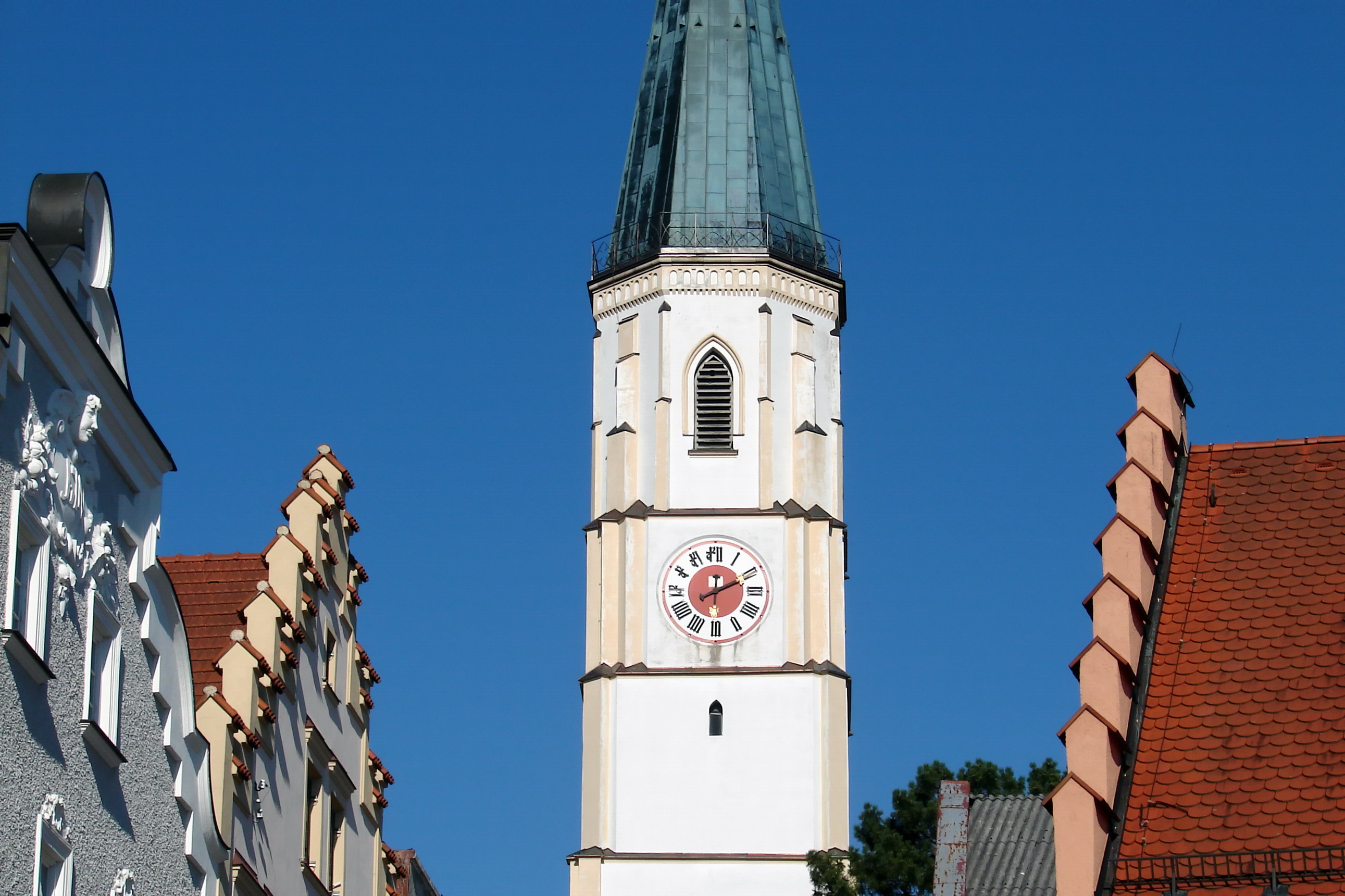
Kirchturm St. Peter in Velden
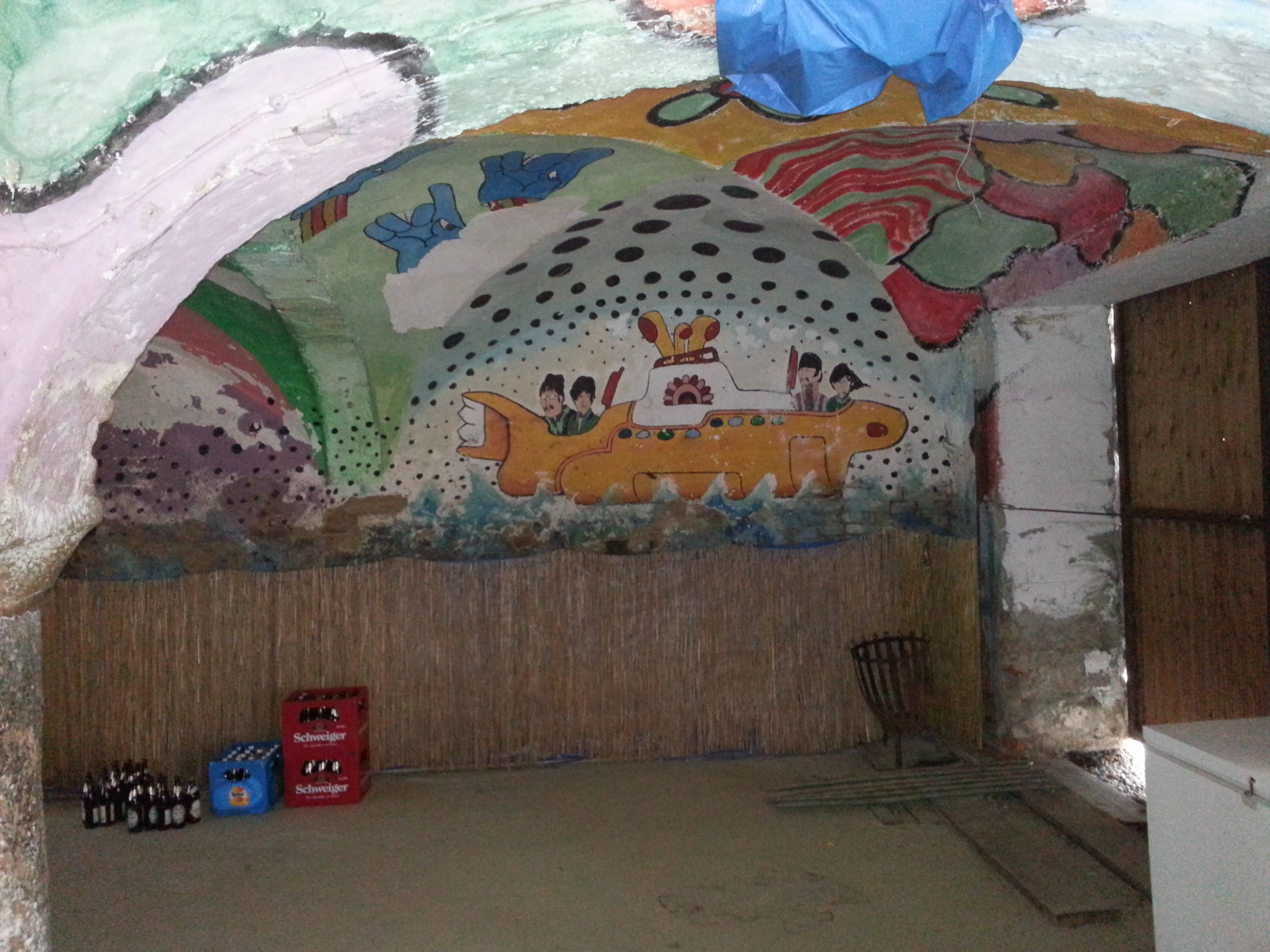
Stall mit Yellow-Submarine-Malerei

## Musik
Die musikalische Untermalung der Serie sowie die Musik im Vor- und Abspann stammt von Haindling.
Ein prägnantes Musikstück der Serie ist Mr. Tambourine Man in der Coverversion der Byrds, das vor allem in den ersten beiden Folgen stark thematisiert und von Haindling auch auf dem Klavier interpretiert wird. Auch Jambalaya dient nach einem Dialog zwischen Sepp und Tango („Beste Zeit?“ – „Unsere.“ – „Beste Gegend?“ – „Unsere.“ – „Bestes Auto?“ – „Caddy ’59.“ – „Beste Musik?“ – „Unsere.“ – „Bester Song?“ – „Jambalaya!“) nicht nur als Hintergrundmusik. Bogner verwendete für die Serie zudem zeitgenössische Stücke von Pierre Henry, Canned Heat, The Beatles, The Rolling Stones, Elvis Presley, Adriano Celentano, Tony Dallara, Little Richard, Dean Martin, Al Martino, Graham Bonney, O. C. Smith, Stevie Wonder, The Small Faces, Kenny Rogers, The Doors sowie Musik der Thunderbirds und der Veldener Blasmusik.
Ein kleiner Anachronismus unterlief dem Regisseur bei der Verwendung von "Let it be" bei Tangos Begräbnis. Da das Lied erst 1970 veröffentlicht worden ist, hätte es 1969 noch nicht gespielt, geschweige denn von Tangos Freunden gesungen werden können.

## Veröffentlichung
Nach der Erstausstrahlung 1986 wurde Irgendwie und Sowieso mehrfach im Fernsehen wiederholt. Die Serie wurde 1988, 1992, 1996, 1998, 2000, 2009 und 2011 jeweils in fünf Teilen à 90 Minuten (gekürzte und teilweise im Ablauf geänderte Doppelfolgen) wiederholt. 2003, 2006 (20 Jahre-Jubiläum), 2008, 2011 (25 Jahre-Jubiläum), 2016 (30 Jahre-Jubiläum) sowie 2020 folgten Wiederholungen der zwölf Folgen in Originallänge.
Die Serie wurde auch auf VHS, DVD und Blu-ray veröffentlicht. 2015 erschien eine digital überarbeitete Ausgabe auf Blu-ray, die 2023 auch auf DVD veröffentlicht wurde.

## Zitate in anderen Fernsehserien und Filmen
In der Serie Pfarrer Braun, in der Ottfried Fischer die Titelfigur verkörpert, wird auf Irgendwie und Sowieso direkt angespielt. Es kommt dort nicht nur ebenfalls eine NSU Quickly vor, sondern Pfarrer Braun behauptet zudem, er sei während seiner Zeit im Priesterseminar wegen dieses Gefährtes Sir Quickly genannt worden.
Auch in der Serie Der Bulle von Tölz mit Ottfried Fischer in der Hauptrolle gibt es eine Anspielung. In der Folge Der Zuchtbulle steht Fischer neben einem Bullen und sagt: „einen Bullen dopen, wer macht denn so was“. Im Hintergrund ertönt das Lied Mr. Tambourine Man. Damit ist offensichtlich die Szene aus Irgendwie und Sowieso gemeint, als der Sir seinem Ochsen dieses Lied vorspielt und ihn mit Franzbranntwein einreibt, damit dieser beim Ochsenrennen schneller läuft. In der Folge Zirkusluft sieht man einige Fotos aus der Jugendzeit von Benno Berghammer. Dabei zeigt ein Foto Ottfried Fischer beim Skifahren. Es stammt aus der Folge Indien und Umgebung der Serie Irgendwie und Sowieso.
In der Fernsehserie Der Kaiser von Schexing, die ebenfalls von Bogner stammt, spielt dieser auch auf Irgendwie und Sowieso an. Die Hauptfigur Andi Kaiser wurde wie Sir Quickly vom Vater vom Hof vertrieben. Bei Kaiser dauerte es jedoch 18 Jahre, bis er wieder an seinen Heimatort zurückkehrt. In der achten Folge der zweiten Staffel steht Kaiser auf der Ladefläche eines fahrenden LKWs und erinnert damit an Sepp in der Folge Sir Quickly und die Frauen, als dieser sein Auto im Stehen fährt. In der letzten Folge der Serie findet Kaiser auf dem elterlichen Hof einen roten Spielzeugtraktor, auch Alfons findet hinter dem Hof in der Folge Eiskalt und knallhart seinen alten Spielzeugtraktor.